# Glengarry Glen Ross (film)
A Glengarry Glen Ross 1992-ben bemutatott független film, melyet James Foley rendezett. A forgatókönyvet a film alapjául szolgáló, azonos című színdarab szerzője, David Mamet írta. A főbb szerepekben Jack Lemmon és Al Pacino látható.
A Glengarry Glen Ross (akár csak az alapjául szolgáló színdarab) közismerten trágár mű, annyira, hogy a film stábja viccesen csak a "Kibaszott ügynök halálának" (Death of a fuckin' salesman") becézte. Az angol nyelvű eredetiben a "shit" szó és változatai 50-szer, a "fuck" és változatai pedig nem kevesebb, mint 138-szor fordulnak elő. A címet a szereplők által árult két földterület adja, a Glengarry Highlands és a Glen Ross Farms.

## Cselekmény
A történet négy amerikai ingatlanügynökről szól, akik telesales útján keresik meg ügyfeleiket, tippek alapján. A tippeken szereplő nevek felmérésekből, közvélemény-kutatásokból származnak úgy, hogy a válaszadók nem is sejtik, hogy adataikat ügynökségeknek adják el.
A film bemutatja az ügynökök egy estéjét és a következő reggelt, amikor kiderül, hogy az éjjel kirabolták az irodát, és ellopták a tippeket.
|  | Alább a cselekmény részletei következnek! |

### Este
A cégtulajdonosok képviselője (Blake) egy este rövid motivációs tréninget tart, amelyben durván sértegeti az ügynököket, és megfenyegeti őket, hogy ha egy héten belül nem növelik az eladásaikat, kirúgják őket. Az ügynökök a tippeket okolják sikertelenségükért, a film során végig utalnak arra, hogy használhatatlan címekről van szó, olyan emberek adatairól, akik vagy nem akarnak földet vásárolni, vagy meg sem engedhetik maguknak. Blake mégis azt mondja, hogy először ezekkel a tippekkel adjanak el, ha sikerül, megkaphatják az újakat.
A tréning után az ügynökök egymásnak és Williamsonnak panaszolják az ügy reménytelenségét, de őt nem érdekli a dolog. Különösen Shelley Levene helyzete elkeserítő, mert régóta nem kötött üzletet, ráadásul van egy beteg lánya, akinek a kezelési költségeit fizetnie kell. Egyezséget ajánl Williamsonnak: fizet új tippekért. Williamson többet akar, de Shelley ezt nem tudja kifizetni, így utolsó reménye is elvész.
Dave Moss és George Aaronow csavarognak egy kicsit a városban, közben arról beszélgetnek, hogyan lehetetleníti el a két tulaj, Mitch és Murray a jó üzletkötést. Moss szerint be kéne törni az irodába, ellopni és eladni a tippeket. George ellenzi az ötletet, de Moss megfenyegeti George-ot, hogy bűnrészességel vádolja, ha nem megy.
Shelley elkeseredetten próbálkozik, ki is megy egy címre, de a házigazda rövid úton kidobja.
Az étteremben Ricky Roma egy vendéggel (James Lingk) iszogat, és ügyesen a telekvásárlásra tereli a szót. Elmélkedve beszél az élet lehetőségeiről, a kalandokról, a kockázatvállalásról, míg végül a vendég elé teríti a Glengarry Highlands brossúráját.

### Délelőtt
Az irodaépület előtt nagy a felhajtás, rendőrök állnak odakint, Roma tőlük tudja meg, hogy betörtek az irodába. Beront Williamsonhoz, ahol két rendőr éppen Mosst hallgatja ki. Williamson össze-vissza beszél, először azt mondja, hogy minden szerződés megvan, aztán azt hazudja, hogy néhányat elvittek, de Lingké biztonságban eljutott a bankba.
George zavartan próbál Romával beszélgetni a betörésről, látszik, hogy bűntudata van. Ekkor érkezik Shelley, és lelkesen újságolja mindenkinek, hogy üzletet kötött, méghozzá egy olyan házaspárral, akiket már a rossz tippek közé soroltak. Roma elismerően gratulál, George kissé fásultan megemlíti Shelley régi becenevét: a Gép. Moss feldúltan jön a kihallgatásból, Shelley sikerén és Roma gúnyolódásán még jobban kiborul, majd őrjöngve elrohan. Shelley részletesen elmeséli Romának, milyen jól ment az üzletkötés. Nem várt sikerétől fellelkesülten beleköt Williamson vezetési módszereibe, és véletlenül elárulja, hogy még a reggel zárta le a szerződést, valamint tesz egy utalást lopott tippekre. Előbbire Ricky, utóbbira pedig Williamson kapja fel a fejét.
Hirtelen beállít James Lingk. Roma sejti, hogy miért jön, ezért egy kis színjátékot ad elő, amelyben Shelley gazdag vásárlót alakít, akit Rickynek ki kell vinni a reptérre, hogy Lingknek ne legyen alkalma reklamálni. Már az ajtóban vannak, amikor Lingk kiböki, hogy a felesége elment a fogyasztóvédelemhez, akik szerint három napjuk van visszakozni az üzlettől. Ricky próbálja elkenni a dolgot, azt hazudja, a három nap nem a szerződés aláírásától számít, hanem a csekk beváltásától, és hogy a csekket még nem váltották be (nem tudja, hogy tényleg nem, hiszen Williamson hazudott). Roma próbálja megnyugtatni Lingket, kézenfogja, hogy kivigye a felfordult irodából, de Williamson félreértelmezi a helyzetet, azt hiszi, Lingk a betörőktől félti a pénzét, és megismétli a hazugságot, miszerint a csekket már beváltották. Lingk erre pánikba esik, és elrohan.
Ricky alaposan lehordja Williamsont, amiért elszúrta az üzletét. Közben Shelley végzett a kihallgatással, és látva, milyen zavarodott Williamson, újra kioktatja. Azt mondja neki, csak akkor találjon ki valamit, ha valóban segít. Ezzel elszólta magát, mert csak az tudhatta, hogy Williamson hazudott, aki ellopta a tippeket és a szerződéseket. Williamson rájön erre, és azt mondja, ha Shelley elárulja, hol vannak a tippek, nem szól a rendőröknek. Mikor kiderül, hogy a tippeket Shelley és Moss eladták Jerry Graffnek, már indulna is az irodába, de Shelley visszatartja. A hallgatásáért cserébe felajánlja a tippekért kapott pénzt, 2500 dollárt, de Williamsonnak nem kell. Erre Shelley ötven százalékot ígér a jutalékaiból, Williamson szerint viszont olyanok nem lesznek, mert már nem megy neki az üzlet. Shelley felhozza az aznap reggeli szerződést, mire Williamson elárulja, hogy ő már régóta tudja a házaspárról, hogy bolondok és nincs pénzük, csak szórakozásból kötötték meg a szerződést. Ezzel elárulja, hogy ő Shelley szerencsétlenségének okozója, mert szándékosan rossz tippeket adott neki.
Shelley csendesen összeomlik, Williamson pedig bemegy az irodába. Hamarosan kiküldik Romát, aki azt ajánlja Shelleynek, hogy dolgozzanak együtt. Shelleynek jólesik ez a figyelem, de már hívja is a rendőr az irodába. Még akarna egy szót szólni Rickyhez, de az éppen telefonál, Shelley pedig bemegy a rendőrhöz. Ricky kifelé indul, George megérkezik az ebédből, és kelletlenül munkához lát.

## Főbb szereplők
| Karakter        | Színész         | Magyar hang    | Megjegyzés |
| --------------- | --------------- | -------------- | --- |
| Ricky Roma      | Al Pacino       | Végvári Tamás  | ő az iroda legsikeresebb üzletkötője. Öntelt, híján van mindenféle tisztességnek és erkölcsnek. Eredményeit annak köszönheti, hogy könnyen kiszúrja az ügyfelek gyengeségeit, és azokat ki is használja. |
| Shelley Levene  | Jack Lemmon     | Zenthe Ferenc  | idős, valaha sikeres üzletkötő, akire mostanában rájár a rúd, régóta nem hozott össze üzletet |
| Blake           | Alec Baldwin    | Mihályi Győző  | A tulajdonosok, Mitch és Murray kérésére tart egy kegyetlen motivációs tréninget. Ezt a szereplőt Mamet csak a forgatókönyvbe írta, az eredeti darabban nem szerepel                                     |
| Dave Moss       | Ed Harris       | Rékasi Károly  | Nagyhangú üzletkötő tele álmokkal és tervekkel. Ed Harris szerint "az a fajta fickó, aki soha nem tehet semmiről, mindig mást hibáztat"                                                                  |
| George Aaronow  | Alan Arkin      | Szersén Gyula  | idősödő férfi kevés önbizalommal. Legalább olyan rosszul áll a versenyben, mint Shelley |
| John Williamson | Kevin Spacey    | Barbinek Péter | Ő az irodavezető. Az ügynökök utálják, de függnek tőle, hiszen ő adja ki nekik naponta a tippeket |
| James Lingk     | Jonathan Pryce  | Rosta Sándor   | félénk, középkorú férfi, Roma utolsó ügyfele. Könnyen befolyásolható |
| Mr. Spannel     | Bruce Altman    | Juhász György  | |
| Nyomozó         | Jude Ciccolella | Hankó Attila   | |